# Icuerré (área de governo local)
Icuerré (em icuerré: Ikwerre) é uma área de governo local do estado de Rios, na Nigéria, com sede em Isiocpo. Possui 655 quilômetros quadrados e de acordo com o censo de 2016, havia 265 400 residentes.